# Lance Creek
Lance Creek és una concentració de població designada pel cens dels Estats Units a l'estat de Wyoming. Segons el cens del 2000 tenia 51 habitants.

## Demografia
Segons el cens del 2000, Lance Creek tenia 51 habitants, 21 habitatges, i 17 famílies. La densitat de població era de 0,5 habitants/km².
Dels 21 habitatges en un 19% hi vivien nens de menys de 18 anys, en un 76,2% hi vivien parelles casades, en un 4,8% dones solteres, i en un 14,3% no eren unitats familiars. En el 4,8% dels habitatges hi vivien persones soles el 4,8% de les quals corresponia a persones de 65 anys o més que vivien soles. El nombre mitjà de persones vivint en cada habitatge era de 2,43 i el nombre mitjà de persones que vivien en cada família era de 2,56.
Per edats la població es repartia de la següent manera: un 17,6% tenia menys de 18 anys, un 2% entre 18 i 24, un 21,6% entre 25 i 44, un 37,3% de 45 a 60 i un 21,6% 65 anys o més.
L'edat mediana era de 49 anys. Per cada 100 dones de 18 o més anys hi havia 100 homes.
La renda mediana per habitatge era de 36.250 $ i la renda mediana per família de 36.250 $. Els homes tenien una renda mediana de 26.875 $ mentre que les dones 16.250 $. La renda per capita de la població era de 14.419 $. Cap de les famílies estaven per davall del llindar de pobresa.

## Poblacions més properes
El següent diagrama mostra les poblacions més properes.